# Chris Führich
Chris Jan Führich (* 9. ledna 1998 Castrop-Rauxel) je německý profesionální fotbalista, který hraje na pozici křídelníka za německýž klub VfB Stuttgart a za německý národní tým.
Hrál také v německých klubech 1. FC Köln a SC Paderborn 07.

## Statistiky

### Klubové
| Klub                 | Sezóna         | Liga                            | Liga   | Liga | DFB Pokal | DFB Pokal | Evropské poháry | Evropské poháry | Další  | Další | Celkem | Celkem |
| Klub                 | Sezóna         | Divize                          | Utkání | Góly | Utkání    | Góly      | Utkání          | Góly            | Utkání | Góly  | Utkání | Góly   |
| -------------------- | -------------- | ------------------------------- | ------ | ---- | --------- | --------- | --------------- | --------------- | ------ | ----- | ------ | ------ |
| 1. FC Köln II        | 2017/18        | Regionalliga West               | 31     | 2    | —         | —         | —               | —               | —      | —     | 31     | 2      |
| 1. FC Köln II        | 2018/19        | Regionalliga West               | 33     | 5    | —         | —         | —               | —               | —      | —     | 33     | 5      |
| 1. FC Köln II        | Celkem         | Celkem                          | 64     | 7    | —         | —         | —               | —               | —      | —     | 64     | 7      |
| 1. FC Köln           | 2017–18        | Německá fotbalová Bundesliga    | 2      | 0    | 1         | 0         | —               | —               | —      | —     | 3      | 0      |
| Borussia Dortmund II | 2019/20        | Regionalliga West               | 24     | 8    | —         | —         | —               | —               | —      | —     | 24     | 8      |
| Borussia Dortmund    | 2019–20        | Bundesliga                      | 0      | 0    | 0         | 0         | 0               | 0               | 0      | 0     | 0      | 0      |
| SC Paderborn         | 2020–21        | 2. Německá fotbalová Bundesliga | 34     | 13   | 3         | 1         | —               | —               | —      | —     | 37     | 14     |
| VfB Stuttgart        | 2021–22        | Bundesliga                      | 25     | 3    | 1         | 0         | —               | —               | —      | —     | 26     | 3      |
| VfB Stuttgart        | 2022–23        | Bundesliga                      | 33     | 5    | 5         | 0         | —               | —               | 2      | 0     | 40     | 5      |
| VfB Stuttgart        | 2023–24        | Bundesliga                      | 34     | 8    | 4         | 1         | —               | —               | —      | —     | 38     | 9      |
| VfB Stuttgart        | Celkem         | Celkem                          | 92     | 16   | 9         | 1         | —               | —               | 2      | 0     | 104    | 17     |
| Kariéra celkem       | Kariéra celkem | Kariéra celkem                  | 216    | 44   | 14        | 2         | 0               | 0               | 2      | 0     | 232    | 46     |

### Mezinárodní
| Reprezentace                   | Rok    | Utkání | Góly |
| ------------------------------ | ------ | ------ | ---- |
| Německá fotbalová reprezentace |        |        |      |
| 2023                           | 1      | 0      |      |
| 2024                           | 4      | 0      |      |
| Celkem                         | Celkem | 5      | 0    |